# Cleo von Adelsheim

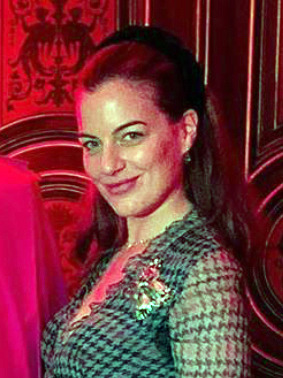
Cleo von Adelsheim im Jahr 2019

Cleopatra von Adelsheim (* 3. Oktober 1987 in Bern) ist eine deutsch-chilenische Schauspielerin und Model.

## Leben
Cleo von Adelsheim wurde 1987 in Bern geboren. Ihre Eltern sind der deutsche Kameramann und Videokünstler Louis von Adelsheim und die Chilenin Lillian-Elena Baettig-Rodriguez. Cleo von Adelsheim ist in Chile aufgewachsen. In Santiago de Chile ging sie auf eine englischsprachige Schule, später besuchte sie das Internat Salem. Im englischen Internat Hurtwood House machte sie ihr Abitur, danach studierte sie International Communications and Journalism an der American University of Paris. Am Centro de Cinematografia de Catalunya in Barcelona schloss sie 2013 ihr Schauspieldiplom ab.
Cleo von Adelsheim heiratete im Juli 2016 Franz Albrecht zu Oettingen-Spielberg.

## Filmografie
- 2012: La Numero 4 (Kurzfilm)
- 2012: Collage (Kurzfilm)
- 2012: Entre Lineas (Kurzfilm)
- 2012: Extraño Perfecto (Kurzfilm)
- 2013: Seduction (Kurzfilm)
- 2015: Prinzessin Maleen (Fernsehfilm)
- 2015: SOKO Köln (Folge: Nackte Tatsachen)
- 2017: Der Kriminalist (Folge: Schattenmädchen)
- 2017: Die Spezialisten – Im Namen der Opfer (Folge: Meine Prinzessin)